# Regionalwahlkreis Wien Nord
Der Regionalwahlkreis Wien Nord (Wahlkreis 9G) ist ein Regionalwahlkreis in Österreich, der bei Wahlen zum Nationalrat für die Vergabe der Mandate im ersten Ermittlungsverfahren gebildet wird. Der Wahlkreis umfasst die beiden Wiener Gemeindebezirke 21. (Floridsdorf) und 22. (Donaustadt).
Bei der Nationalratswahl 2019 waren im Regionalwahlkreis Wien Nord 234.239 Personen wahlberechtigt, wobei bei der Wahl die Sozialdemokratische Partei Österreichs (SPÖ) mit 29,5 % als stärkste Partei hervorging. Bei der Wahl konnten neben der SPÖ, auch die Österreichische Volkspartei (ÖVP) und die Freiheitliche Partei Österreichs (FPÖ) je eines der sechs Grundmandate gewinnen.

## Geschichte
Nach dem Ende des Staates Österreich-Ungarn wurden für das Gebiet Wiens mit der Wahlordnung 1918 für die Wahl der konstituierenden Nationalversammlung sieben Wahlkreise geschaffen, wobei für das Gebiet des heutigen Regionalwahlkreises der Wahlkreis Wien Nordost (Wahlkreis 4) bestand. Dieser umfasste neben dem Bezirk Floridsdorf, der heute Teil des Regionalwahlkreises Wien Nord ist, auch die Bezirke Brigittenau und Leopoldstadt (heute Regionalwahlkreis Wien Innen-Ost). Teile des späteren Bezirks Donaustadt lagen zu dieser Zeit noch außerhalb Wiens und waren Teil des Wahlkreises Viertel unterm Manhartsberg (Wahlkreis 11). Nachdem Wien von Niederösterreich Anfang der 1920er Jahre seine Selbständigkeit erlangt hatte und Gebiete wie Südtirol und Südböhmen endgültig von Österreich an die Nachfolgestaaten abgetreten worden waren, erfolgte 1923 die Neuordnung der Wahlkreise. Diese Neuordnung wirkte sich jedoch nicht auf die bestehenden Wahlkreise Wiens bzw. auf den Wahlkreis Viertel unterm Manhartsberg aus. Nachdem die Wahlordnung von 1923 von der austrofaschistischen Regierung 1934 außer Kraft gesetzt worden war, wurde die ursprüngliche Einteilung der Wahlkreise nach dem Zweiten Weltkrieg mit dem Verfassungsgesetz vom 19. Oktober 1945 weitgehend wieder eingeführt, wenngleich die Grenzen der Wahlkreise an die veränderten Grenzen Wiens angeglichen wurden. Dadurch wurden die Teile des 1954 geschaffenen Bezirks Donaustadt nun auch Teil des Wahlkreises Wien Nordost. Mit der Nationalrats-Wahlordnung 1971 kam es zu einer tiefgreifenden Wahlkreisreform, mit der die Anzahl der Wahlkreise in Österreich auf nur noch neun reduziert wurde. Für das Bundesland Wien bestand in der Folge nur noch ein Wahlkreis (nun Wahlkreis 9). Mit Inkrafttreten der Nationalrats-Wahlordnung 1992 wurde das österreichische Bundesgebiet schließlich in 43 Regionalwahlkreise unterteilt und somit ein drittes Ermittlungsverfahren eingeführt, wobei die Bezirke Floridsdorf und Donaustadt zum Regionalwahlkreis Wien Nord (Wahlkreis 9G) zusammengefasst wurden. 1993 wurde dem Regionalwahlkreis fünf Mandate zugewiesen, wobei die Neuberechnung der Mandatsverteilung im Jahr 2002 (nach den Ergebnissen der Volkszählung 2001) zu einer Erhöhung der Direktmandat auf sechs Mandate führte.
Seit der Schaffung des Wahlkreises gelang es der Sozialdemokratischen Partei Österreichs (SPÖ) bei jeder Wahl stimmenstärkste Partei zu werden, wobei sie bei der Nationalratswahlen 2002 mit 52,5 % ihr bisher bestes Ergebnis erreichte. Neben 2002 konnte die SPÖ auch 1995 eine absolute Stimmenmehrheit für sich verbuchen. Ihr schlechtestes Ergebnis musste die SPÖ bei der letzten Wahl mit 29,5 % hinnehmen. Den zweiten Platz im Regionalwahlkreis belegte bei sieben von neun Wahlen die Freiheitliche Partei Österreichs (FPÖ), wobei die FPÖ 2017 mit 29,3 % ihren größten Wahlerfolg feiern konnte. Die Österreichische Volkspartei (ÖVP) belegte zwei Mal den zweiten Platz, bei der Wahl 2002 und zuletzt, jeweils mit 26,3 %. Die Grünen – Die Grüne Alternative (GRÜNE) belegten zumeist den vierten Platz.

## Wahlergebnisse
| Nationalratswahlen im Regionalwahlkreis Wien Nord | Nationalratswahlen im Regionalwahlkreis Wien Nord | Nationalratswahlen im Regionalwahlkreis Wien Nord | Nationalratswahlen im Regionalwahlkreis Wien Nord | Nationalratswahlen im Regionalwahlkreis Wien Nord | Nationalratswahlen im Regionalwahlkreis Wien Nord | Nationalratswahlen im Regionalwahlkreis Wien Nord | Nationalratswahlen im Regionalwahlkreis Wien Nord | Nationalratswahlen im Regionalwahlkreis Wien Nord | Nationalratswahlen im Regionalwahlkreis Wien Nord | Nationalratswahlen im Regionalwahlkreis Wien Nord | Nationalratswahlen im Regionalwahlkreis Wien Nord |
| Wahltermin                                        | GM                                                |                                                   | SPÖ                                               | ÖVP                                               | FPÖ                                               | GRÜNE                                             | BZÖ                                               | LIF/NEOS                                          | FRANK                                             | PILZ/JETZT                                        | Sonstige                                          |
| ------------------------------------------------- | ------------------------------------------------- | ------------------------------------------------- | ------------------------------------------------- | ------------------------------------------------- | ------------------------------------------------- | ------------------------------------------------- | ------------------------------------------------- | ------------------------------------------------- | ------------------------------------------------- | ------------------------------------------------- | ------------------------------------------------- |
| 9. Oktober 1994                                   |                                                   | Stimmenanteile (%)                                | 45,4                                              | 12,4                                              | 23,0                                              | 8,1                                               | –                                                 | 9,3                                               | –                                                 | –                                                 | 1,8                                               |
| 9. Oktober 1994                                   | 5                                                 | Grundmandate                                      | 2                                                 | 0                                                 | 1                                                 | –                                                 | –                                                 | 0                                                 | –                                                 | –                                                 | 0                                                 |
| 17. Dezember 1995                                 |                                                   | Stimmenanteile (%)                                | 50,8                                              | 13,9                                              | 20,9                                              | 4,7                                               | –                                                 | 7,9                                               | –                                                 | –                                                 | 1,8                                               |
| 17. Dezember 1995                                 | 5                                                 | Grundmandate                                      | 2                                                 | 0                                                 | 1                                                 | 0                                                 | –                                                 | 0                                                 | –                                                 | –                                                 | 0                                                 |
| 3. Oktober 1999                                   |                                                   | Stimmenanteile (%)                                | 44,5                                              | 12,2                                              | 27,0                                              | 7,9                                               | –                                                 | 5,0                                               | –                                                 | –                                                 | 3,4                                               |
| 3. Oktober 1999                                   | 5                                                 | Grundmandate                                      | 2                                                 | 0                                                 | 1                                                 | 0                                                 | –                                                 | 0                                                 | –                                                 | –                                                 | 0                                                 |
| 24. November 2002                                 |                                                   | Stimmenanteile (%)                                | 52,5                                              | 26,3                                              | 8,1                                               | 10,3                                              | –                                                 | 1,4                                               | –                                                 | –                                                 | 1,4                                               |
| 24. November 2002                                 | 6                                                 | Grundmandate                                      | 3                                                 | 1                                                 | 0                                                 | 0                                                 | –                                                 | 0                                                 | –                                                 | –                                                 | 0                                                 |
| 1. Oktober 2006                                   |                                                   | Stimmenanteile (%)                                | 48,7                                              | 16,4                                              | 16,6                                              | 11,6                                              | 2,1                                               | –                                                 | –                                                 | –                                                 | 4,6                                               |
| 1. Oktober 2006                                   | 6                                                 | Grundmandate                                      | 2                                                 | 0                                                 | 0                                                 | 0                                                 | 0                                                 | –                                                 | –                                                 | –                                                 | 0                                                 |
| 28. September 2008                                |                                                   | Stimmenanteile (%)                                | 40,5                                              | 11,3                                              | 26,0                                              | 10,4                                              | 5,7                                               | 2,8                                               | –                                                 | –                                                 | 3,3                                               |
| 28. September 2008                                | 6                                                 | Grundmandate                                      | 2                                                 | 0                                                 | 1                                                 | 0                                                 | 0                                                 | 0                                                 | –                                                 | –                                                 | 0                                                 |
| 29. September 2013                                |                                                   | Stimmenanteile (%)                                | 36,8                                              | 10,4                                              | 27,5                                              | 10,5                                              | 2,7                                               | 5,1                                               | 4,5                                               | –                                                 | 2,4                                               |
| 29. September 2013                                | 6                                                 | Grundmandate                                      | 2                                                 | 0                                                 | 1                                                 | 0                                                 | 0                                                 | 0                                                 | 0                                                 | –                                                 | 0                                                 |
| 15. Oktober 2017                                  |                                                   | Stimmenanteile (%)                                | 34,5                                              | 19,9                                              | 29,3                                              | 3,2                                               | –                                                 | 4,6                                               | –                                                 | 6,1                                               | 2,4                                               |
| 15. Oktober 2017                                  | 6                                                 | Grundmandate                                      | 2                                                 | 1                                                 | 1                                                 | 0                                                 | –                                                 | 0                                                 | –                                                 | 0                                                 | 0                                                 |
| 29. September 2019                                |                                                   | Stimmenanteile (%)                                | 29,5                                              | 26,3                                              | 17,8                                              | 13,7                                              | –                                                 | 7,9                                               | –                                                 | 2,8                                               | 2,0                                               |
| 29. September 2019                                | 6                                                 | Grundmandate                                      | 1                                                 | 1                                                 | 1                                                 | 0                                                 | –                                                 | 0                                                 | –                                                 | 0                                                 | 0                                                 |
| 29. September 2024                                |                                                   | Stimmenanteile (%)                                | 29,7                                              | 17,1                                              | 28,4                                              | 7,5                                               | –                                                 | 9,2                                               | –                                                 | –                                                 | 8,1                                               |
| 29. September 2024                                | 7                                                 | Grundmandate                                      | 2                                                 | 1                                                 | 1                                                 | 0                                                 | –                                                 | 0                                                 | –                                                 | –                                                 | 0                                                 |